# Manifest (Starset)
Manifest è un singolo del gruppo musicale statunitense Starset, pubblicato il 15 agosto 2019 come primo estratto dal terzo album in studio Divisions.

## Video musicale
Il videoclip, diretto da Andrew Donoho, è stato pubblicato in concomitanza con il lancio del singolo attraverso il canale YouTube del gruppo e mostra scene incentrate su un campo di lavoro in cui i soggetti sembrano felicemente attaccati alla loro tecnologia con altre in cui una donna si ribella e tenta la fuga.

## Tracce
Download digitale – 1ª versione
1. Manifest – 4:27

7" (Stati Uniti), download digitale – 2ª versione
1. Manifest – 4:27
2. Die for You – 5:17

## Formazione
Gruppo
- Dustin Bates – voce, cori
- Ron DeChant – cori
- Brock Richards – cori

Altri musicisti
- Joe Rickard – programmazione
- Alex Niceford – programmazione
- Igor Khoroshev – programmazione aggiuntiva
- Niels Nielsen – programmazione aggiuntiva
- Paul Trust – programmazione aggiuntiva, musica nell'interludio
- Randy Torres – sound design nell'interludio
- David Davidson – arrangiamento strumenti ad arco e violino
- JR Bareis – chitarra
- Lucio Rubino – basso
- Luke Holland – batteria
- Conni Ellisor – violino
- Karen Winkelmann – violino
- Janet Darnall – violino
- Conni Ellisor – violino
- Betsy Lamb – viola
- Simona Russo – viola
- Carole Rabinowitz – violoncello
- Sari Reist – violoncello

Produzione
- Dustin Bates – produzione
- Joe Rickard – coproduzione, ingegneria del suono, montaggio digitale, ingegneria della chitarra
- Dan Lancaster – missaggio
- Rhys May – assistenza al missaggio
- Paul DeCarli – montaggio digitale
- Taylor Pollert – registrazione strumenti ad arco
- Dave Schiffman – ingegneria della batteria
- Mike Plotnikoff – ingegneria della chitarra
- Michael Closson III – assistenza tecnica
- Niel Nielsen – mastering

## Classifiche
| Classifica (2019/20)          | Posizione massima |
| ----------------------------- | ----------------- |
| Stati Uniti (mainstream rock) | 14                |
| Stati Uniti (rock airplay)    | 50                |